# 오바 하루카

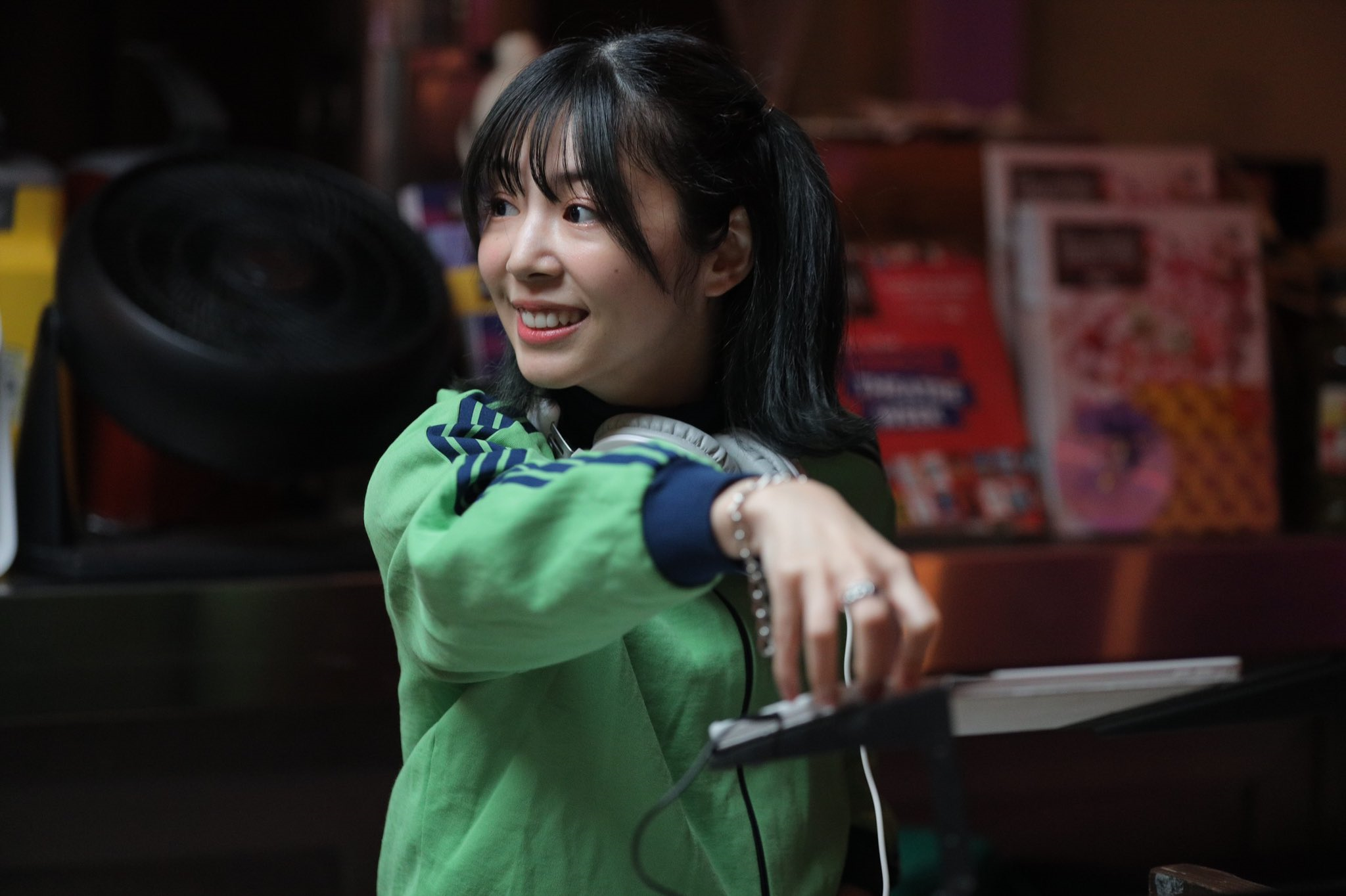

오오바 하루카(일본어: 大場 はるか, 1993년 10월 4일 ~ )는 일본의 배우이다.